# Иудея
Иуде́я (ивр. יְהוּדָה‎ [Йехуда]; אֶרֶץ יְהוּדָה‎ [Эрец-Йехуда] «Земля Йехуды») — обширная историческая область Палестины к югу от Самарии (Шомрон). Расположена в Израиле, в том числе и на оккупированных им в ходе Шестидневной войны (1967) территориях. До 1967 года находилась под контролем Иордании, аннексировавшей её в одностороннем порядке в результате Арабо-израильской войны 1947—1949 гг.
В конце 3-го тысячелетия до н. э. иевусеи (доеврейское население Иудеи) основали город Иерусалим, прежде известный как Салим или Иевус (в Суд. 19:10).
В конце XIII века до н. э. Ханаан стал «землёй обетованной» для еврейских племён, вытесненных из Верхней Месопотамии вместе с другими семитскими племенами — арамеями-сутиями. Кочевым племенам, пришедшим из пустыни, Ханаан действительно мог показаться райским уголком, хотя на самом деле здесь есть и пустыни, и плодородные долины, и нагорья, и болота, и горы со снежными вершинами. Земля Ханаан, в которую Бог Яхве повелел идти Аврааму, легендарному предку еврейских и арабских племён, оказалась оживлённым перекрёстком. Через неё проходили важные торговые пути, соединявшие цивилизации древности.
В Библии впервые упомянута как Земля Иуды (Йехуды; Втор. 34:2). В качестве надела этого колена простиралась от Мёртвого до Средиземного моря (Нав. 15:1−12) и включала Иудейскую пустыню, Иудейские горы, Иудейскую низменность (Шфелат-Иехуда), значительную часть гор и низменности Негева.

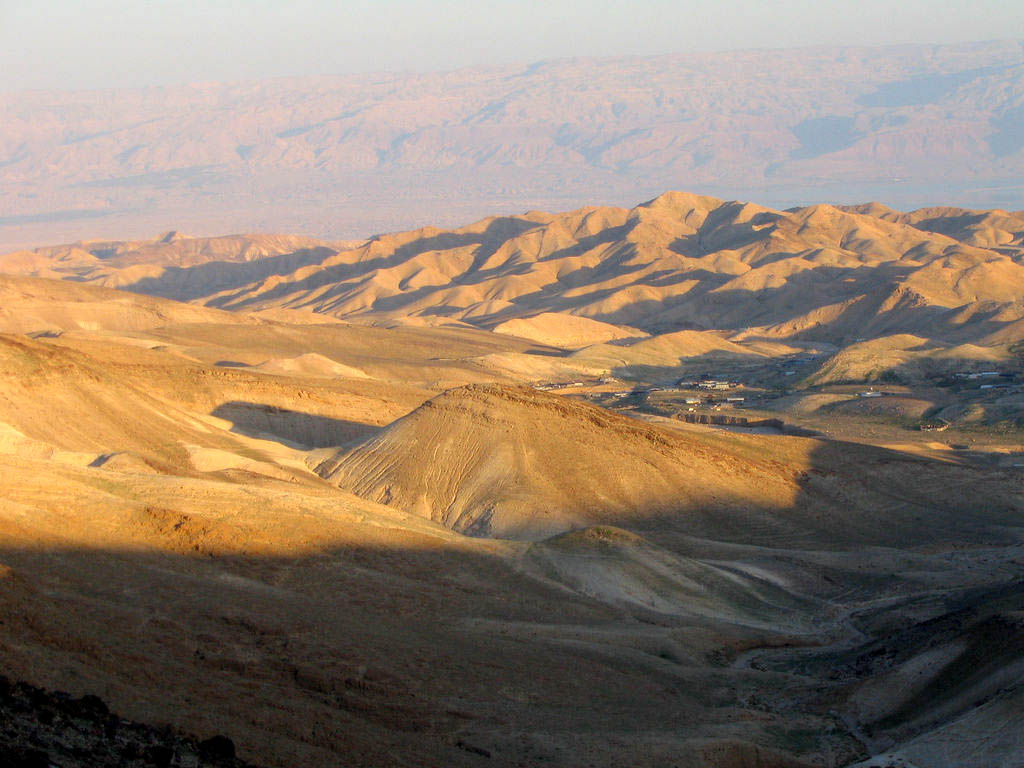
Пустынные холмы южной Иудеи неподалёку от Арада